# 道格拉斯 (伊利諾伊州諾克斯縣)
道格拉斯（英語：Douglas）是位於美國伊利諾伊州諾克斯縣的一個非建制地區。該地的面積和人口皆未知。

## 地理
道格拉斯的座標為40°47′10″N 90°05′03″W / 40.78611°N 90.08417°W，而該地的平均海拔高度為194米（即636英尺）。